# وو فاي
وو فاي (2 يوليو 1989 في الصين - ) (بالصينية المبسطة: 吴飞)‏ هو لاعب كرة قدم صيني في مركز حراسة المرمى.

## وصلات خارجية
- وو فاي على موقع قاعدة بيانات كرة القدم.إي يو (الإنجليزية)
- وو فاي على موقع Soccerway.com (الإنجليزية)